# Vietnam aux Jeux olympiques d'été de 2000
Le Viêt Nam participe aux Jeux olympiques d'été de 2000 à Sydney. Sa délégation est composée de sept athlètes répartis dans quatre sports et son porte-drapeau est Truong Ngok De. Au terme des Olympiades, la nation se classe 64e ex æquo avec l'Irlande et l'Uruguay avec une médaille d'argent chacun. 

## Nombre d'athlètes qualifiés par sport
Voici la liste des qualifiés et sélectionnés Vietnamiens par sport (remplaçants compris) :
| Sport      | Hommes | Femmes | Total |
| ---------- | ------ | ------ | ----- |
| Athlétisme | 1      | 1      | 2     |

## Liste des médaillés vietnamiens

### Médailles d'or
Aucun athlète vietnamien ne remporte de médaille d'or durant ces JO.

### Médailles d'argent
| Sport                   | Discipline         | Sportifs       | Performance |
| Médailles de bronze : 1 |                    |                |             |
| Taekwondo               | Moins de 57 kg (F) | Trần Hiếu Ngân |             |

### Médailles de bronze
Aucun athlète vietnamien ne remporte de médaille de bronze durant ces JO.

## Athlétisme

### Hommes
| Athlète          | Épreuve | Séries  | Séries | Quarts de finale | Quarts de finale | Demi-finales | Demi-finales | Finale  | Finale  |
| Athlète          | Épreuve | Temps   | Rang   | Temps            | Rang             | Temps        | Rang         | Temps   | Rang    |
| ---------------- | ------- | ------- | ------ | ---------------- | ---------------- | ------------ | ------------ | ------- | ------- |
| Luong Tich Thien | 100 m   | 10 s 85 | 7e     | Eliminé          | Eliminé          | Eliminé      | Eliminé      | Eliminé | Eliminé |

### Femmes
| Athlète       | Épreuve     | Séries  | Séries | Quarts de finale | Quarts de finale | Demi-finales | Demi-finales | Finale  | Finale  |
| Athlète       | Épreuve     | Temps   | Rang   | Temps            | Rang             | Temps        | Rang         | Temps   | Rang    |
| ------------- | ----------- | ------- | ------ | ---------------- | ---------------- | ------------ | ------------ | ------- | ------- |
| Vu Bich Huong | 100 m haies | 13 s 61 | 6e     | Eliminé          | Eliminé          | Eliminé      | Eliminé      | Eliminé | Eliminé |